# Jakob Röding
Jakob Röding, född 18 januari 1725 i Linköping, död 12 eller 13 december 1782 i Danzig, var en svensk ämbetsman och författare.
Jakob Röding var son till sämskmakaren Gustaf Jönsson Röding. Efter att ha genomgått Linköpings skola och gymnasium inskrevs han 1742 vid Uppsala universitet, men kom redan 1743 till Stockholm som informator hos kungliga boktryckaren Peter Momma. Ganska snart kom han även att biträda vid redigeringen av dennes franskspråkiga tidning Stockholm Gazette, det enda nyhetsorganet i Sverige vid denna tid förutom Posttidningarna. Trots att Gazetten gav snabbare nyheter och var bättre redigerad än Posttidningarna, förblev dess avsättning liten, då den måste utkomma på franska. I slutet av 1752 begärde Röding understöd av Kanslikollegium, sedan Momma vägrat fortsätta förlägga tidningen. Trots att begäran avslogs, fortsatte Röding att ge ut tidningen till 1758, då han måste upphöra, lagsökt för obetalda tryckerikostnader. Röding, som 1751 blivit kanslist vid Kungliga Biblioteket, och även tjänstgjord som amanuens hos rikshistoriografen, utnämndes 1761 till kunglig kommissarie i Danzig, där han stannade till sin död och skall ha samlat en förmögenhet. Röding framträdde även som politisk och historisk författare.